# Diabolik
Pour les articles homonymes, voir Diabolik (homonymie).

Graffiti de la bande dessinée Diabolik, Rome, 2012.

Diabolik est une série de bande dessinée italienne ou fumetti, créée en 1962 par les sœurs Angela et Luciana Giussani.
Cette série éditée à Milan au format poche par les éditions Astorina a connu de nombreux dessinateurs. On sait bien peu de choses à propos de Angelo Zarcone, qui illustra assez malhabilement le tout premier numéro, mais l’identité visuelle des personnages prendra de l’ampleur avec Enzo Facciolo puis par d'autres dessinateurs dont Gino Marchesi, Sergio Zaniboni (créateur du célèbre logo de la marque Panini), Edgardo Dell'Acqua, Paolo Ongaro, Alarico Gattia, Lino Jeva, Floriano Bozzi ou encore Franco Paludetti. La plupart du temps, les crayonnés sont dessinés par un artiste, encrés par un autre et, pour donner des effets de profondeur, une trame (élément fondamental de l’esthétique de la série) est ajoutée par les graphistes de la maison d’édition. Les histoires ont été élaborées par Angela puis Luciana (à partir du numéro 14) Giussani à partir d’idées de nombreux scénaristes, dont Mario Gomboli.
Il s'agit d'une des bandes dessinées les plus connues en Italie, où son tirage mensuel (pour les épisodes inédits) oscille autour de 110 000 exemplaires. Avec 150 millions de volumes commercialisés, c'est l'une des bandes dessinées les plus vendues au monde. En France, elle fut publiée de 1966 à 1980, dans le petit format original (12 × 17 cm) mais aussi remis en page dans un format inédit, plus grand (19,5 cm x 27,5 cm).
Il existe actuellement en Italie trois publications mensuelles de Diabolik. La première, éditée le 1er de chaque mois, propose des épisodes inédits. La seconde, Diabolik R (R pour Ristampa, qui signifie réimpression en italien) réédite le 10 de chaque mois des épisodes publiés une quinzaine d'années auparavant, en aménageant parfois les dessins lorsque ceux-ci sont trop « datés » ou malhabiles. La troisième série enfin, nommée Diabolik SWIISSS (« SWIISSS » étant l'onomatopée du son produit par le couteau de Diabolik en fendant l'air), publiée le 20 de chaque mois, réédite également d'anciens épisodes mais avec 40 ans de décalage et en respectant cette fois les éditions originales.
La quatrième de couverture présente toujours le portrait du personnage central de l'épisode, le plus souvent féminin.
À ces 3 publications plus ou moins régulières s’ajoute un nombre considérable de rééditions (avec des formats différents, des versions colorisées, des recueils thématiques, etc.) souvent vendues comme supplément à des quotidiens (La Repubblica, Corriere della Sera) ou des hebdomadaires (L'Espresso).

## Histoire
Diabolik est un criminel professionnel capable de se substituer à n'importe qui, grâce aux masques parfaits qu'il réalise lui-même ainsi qu'à d'incroyables gadgets. Vêtu d'une combinaison et d'une cagoule noire quand il n'est pas déguisé, il utilise depuis toujours une Jaguar noire (modèle E-Type de 1961) équipée de nombreuses modifications destinées à déjouer ses poursuivants. Il est accompagné dans ses aventures par sa maîtresse, Eva Kant, et pourchassé par un policier décidé à le capturer, l'inspecteur Ginko. D'autres personnages réapparaissent parfois d'un épisode à l'autre, comme Altea, duchesse de Valenberg, éternelle fiancée de Ginko, ou Gustavo l'ami de ce dernier. Le théâtre de ces épisodes est situé dans un pays imaginaire nommé « Clerville », à la capitale portuaire du même nom, Ghenf étant la deuxième ville plus importante de ce pays. De rares épisodes se déroulent dans le royaume du Beglait.
Ainsi que les sœurs Giussani l'ont dit ou écrit : « Diabolik est un criminel, ce n'est pas un justicier et son code moral est très ambigu. Féroce dans les premiers épisodes, il devient de moins en moins sanguinaire sans toutefois jamais se départir de son seul but : voler. Si ses cibles, particulièrement durant les années 70 et 80, sont fréquemment des mafieux, dealers et autres malfrats, c’est parce que leurs activités illicites génèrent de grosses sommes d’argent en liquide. Sa compagne Eva montre souvent de l'empathie pour les « faibles » et la cause des femmes en particulier, mais Diabolik, par pudeur ou conviction, semble généralement s'en désintéresser. Il sait se montrer généreux uniquement avec ceux et celles qui l’ont volontairement aidé ou qui n'ont pas entravé ses plans ».

## Univers de Diabolik

### Personnages

#### Personnages principaux
- Diabolik, dont on ignore la véritable identité
- Eva Kant, l'amante et complice de Diabolik
- Inspector Ginko, un célèbre policier de Clerville à la poursuite de Diabolik.

#### Personnages secondaires
- Altea, duchesse de Valenberg, la maîtresse de Ginko et une noble héritière.
- King, le chef d'une organisation criminelle puissante qui a élevé Diabolik comme son fils, l'a ensuite exploité, et a finalement été tué par celui-ci.
- Elisabeth Gay, ancienne maîtresse de Diabolik
- Dr. Alberto Floriani. Neuropsychiatre célèbre, successeur de Diabolik d'abord en tant qu'amant, puis en tant qu'époux d'Elizabeth Gay qui, dans sa folie le tuera, pensant qu'il était Diabolik.
- Bettina, une jeune fille qui devient proche de Diabolik et Eva, au point de devenir comme leur enfant.
- Gustavo Garian, fils d'une riche famille décimée par Diabolik ; il cherchera à se venger à de nombreuses occasions.

### Localisations

#### Clerville
La plupart des histoires de Diabolik se déroulent dans la ville fictive de Clerville, qui est située dans un état lui aussi nommé Clerville. Cependant, dans les premiers numéros de la série, Diabolik effectue ses cambriolages à Marseille, mais les auteurs décident d'inventer une nouvelle ville, afin d'éviter de devoir se documenter continuellement sur la ville.
Il est clair que Clerville est en Europe, puisqu'en 2002, elle a adopté l'euro comme monnaie ; la monnaie précédente de la ville n'avait jamais été nommée, mais avait la même valeur que la lire italienne.
L'État de Clerville inclut également d'autres villes, telles que Ghenf (nommée à partir du nom allemand de Genève : Genf), la deuxième ville la plus importante dans l'État, qui est située sur la mer (Clerville, la ville, est située dans l'intérieur et est traversée par une rivière).

#### Beglait
Le royaume du Beglait est un royaume européen imaginaire dans lequel se situe quelques-unes des aventures de Diabolik.

### Équipement
Diabolik utilise une variété de gadgets et d'équipements qu'il utilise comme une aide dans ses vols, pour effectuer des écoutes téléphoniques et une grande variété d'armes.

#### Combinaison
Ce qui identifie Diabolik est son costume noir, une combinaison qui recouvre complètement son corps et une cagoule laissant seulement voir ses yeux et ses sourcils. Il l'utilise dans ses cambriolages et pour protéger son identité. Il a une variété de gadgets et d'armes cachés sous ce costume. La combinaison peut également être utilisée comme combinaison de plongée, le gardant au chaud lorsqu'il est sous l'eau, et est également ignifugée. Cependant, elle ne peut pas le protéger contre les blessures mortelles (blessures par balles ou armes blanches), mais Diabolik compte sur ses compétences au combat pour parer à cela.

#### Drogues
Diabolik et Eva Kant utilisent une variété de drogues pour étourdir, tuer ou forcer leurs ennemis à leur obéir. Ils utilisent principalement du Pentothal comme sérum de vérité pour forcer les victimes à obéir et les aider dans leurs cambriolages ou vols. Ils utilisent également de la scopolamine pour provoquer l'amnésie et une variété de sédatifs pour étourdir leurs ennemis. Enfin, ils utilisent du cyanure pour tuer leurs ennemis lors d'une fuite rapide, mais surtout pour leurs cibles.

#### Armes et gadgets
Diabolik utilise une variété d'armes et de gadgets pour étourdir ou tuer ses ennemis comme ses victimes. Il n'utilise cependant jamais d'armes à feu ni n'en possède une, préférant la furtivité. Il utilise surtout du gaz paralysant lorsque c'est nécessaire, mais l'évite quand il le peut. Il emploie également des dagues pour tuer ses ennemis en un instant. Il possède une variété de gadgets pour une utilisation rapide, certains d'entre eux pour les utiliser momentanément comme une aide pour effectuer ses vols, et il utilise une variété de gadgets radio-pilotés qui activent des objets ou éléments spécifiques pour l'aider dispersés à travers Clerville (des feux de circulation pour créer des vagues vertes, des arroseurs automatiques pour pulvériser de la peinture noire sur les voitures de police, des rampes de train, etc.). Il a même une fois placé un appareil dans la voiture de Ginko pour activer son airbag lors d'une poursuite policière. Il a également une variété de gadgets installés dans sa Jaguar qui l'aident, comme la télécommande ou le dispositif d'auto-destruction. Il utilise des bugs d'écoute électronique ainsi que des mini-caméras pour espionner et il communique avec Eva via un talkie-walkie caché dans sa montre.

#### Masques
L'une des marques de fabrique de Diabolik est qu'il utilise presque toujours des masques de latex hyper-réalistes spécialement conçus pour usurper l'identité de ses victimes ou de ses ennemis, et en a utilisé une multitude pour l'aider dans ses aventures. Diabolik utilise cela dans presque tous les cambriolages qu'il tente, Eva en utilisant parfois également lorsqu'elle agit directement avec lui. Diabolik se sert des masques pour usurper l'identité de gens qui lui sont utiles, parfois seulement pour cacher son apparence. Diabolik et Eva les utilisent également quand ils vont quelque part en public pour éviter d'être reconnus (ils ont utilisé des fausses apparences à l'occasion en sortant dîner).

## Contexte social
Le format poche de la publication est l'une des clés du succès de la série ; le boum économique que connait l'Italie des années 1960 a pour effet non seulement de rendre populaire le thème de la richesse rapidement et facilement accumulée, mais aussi de développer la population des pendolari, ces ouvriers et cadres qui utilisent les trains de banlieue pour se rendre sur leur lieu de travail. Particulièrement subversive, la publication qui a pour héros des femmes lascives et des voleurs toujours vainqueurs pouvait grâce à son format spécifique être lue avec discrétion, placée entre les pages de revues plus consensuelles.
L'évolution des mœurs, dans ce pays encore très influencé par la morale catholique, est à la fois anticipée et présentée par le biais des rapports qui relient les personnages de la série ; ainsi, Altea est de sang noble mais choisit une vie plus contemporaine. Le rôle grandissant des médias est illustré par l'importance accordée aux journaux et aux journalistes, principale source d'information de Diabolik, au moins jusqu'aux années 1980. Les politiciens véreux, les industriels délinquants et les trafiquants de drogues et d'armes ancrent encore la série dans un réalisme italien qui fait cependant l'impasse, sauf à de rares exceptions, sur le pouvoir mafieux.

## Influences
- Diabolik a été directement inspiré par Fantomas, comme l'atteste la couverture du premier numéro. Le succès de la série a à son tour engendré une multitude d'épigones, dont certains, comme Kriminal ou la version américaine chez Image Comics, furent dessinés par Magnus.

- Diabolik est aussi le surnom du mafieux Matteo Messina Denaro, qui serait un grand fan de la bande dessinée.
- Inversement, la bande dessinée L'Été Diabolik de Smolderen et Clérisse rend hommage à Diabolik.

## Les petits formats et albums adaptés pour l'édition française
- Diabolik 1re série : 51 numéros d'août 1966 à décembre 1969. deux recueils aux éditions Gemini
- Diabolik 2e série : 76 numéros de mars 1970 à avril 1975. D'abord mensuelle, la revue devient bimensuelle au no 49, aux éditions De l'occident
- Diabolik 3e série (connu aussi sous le nom Collection Diabolik : 80 numéros de mai 1975 à avril 1980, aux éditions De l'occident
- Diabolik Géant : 6 numéros de mai 1977 à mars 78. Format 20x28 cm, aux éditions De l'occident
- Le grand Diabolik : 11 tomes d'octobre 2009 à octobre 2012 aux éditions Clair de lune.

N.B. : Les recueils en petit format de Diabolik sont intitulés Les Diaboliques alors que la série en grand format a simplement pour titre Diabolik.
Les planches de certains épisodes ont été remontées, les cases recadrées, réduisant ainsi le nombre de pages (par exemple "Toujours aux aguets", mars 1975, qui passe à 88 pages au lieu des 120 du "Sempre in agguato" d'origine).

## Autres supports

### Cinéma
Alain Delon a tourné quelques essais en 1966 pour une adaptation cinématographique qui aurait dû être produite par Tonino Cervi. Dino de Laurentiis confia finalement en 1968 la réalisation de Danger : Diabolik ! à Mario Bava avec John Philip Law (qui a aussi joué Docteur Justice) dans le rôle-titre, Marisa Mell en Eva Kant et Michel Piccoli dans le rôle de l'inspecteur Ginko. De la musique originale du film, composée par Ennio Morricone et dirigée par Bruno Nicolai, a été tiré un 45 tours dont la face B, Deep Down, obtiendra un certain succès.
Une deuxième adaptation, Diabolik, des frères Manetti, avec Miriam Leone, Luca Marinelli et Valerio Mastandrea dans les rôles principaux, sort en décembre 2021. La suite Diabolik: Ginko all'attacco avec Giacomo Gianniotti dans le rôle titre sort en novembre 2022 en Italie et est inédit en France.

#### Clips
En 2004, Lamberto Bava, fils de Mario, réalise un clip pour le groupe Tiromancino ("Amore Impossibile") où Eva Kant (interprétée par Claudia Gerini) a la vedette mais où on peut retrouver John Philip Law dans le rôle d'un vigile.
En 2012, Sky Atlantic lance un trailer qui annonce une série de téléfilms où le champion de natation Lorenzo Benatti interprète le rôle de Diabolik. En 2019, ce projet n'a toujours pas vu le jour.

### Romans
Dix romans sur Diabolik sont parus en langue française aux Éditions du Diable Noir :
- Passe de quatre
- Tonnerre Diabolik
- Pas de vacances pour Ginko (existe avec deux couvertures différentes)
- Les Huit Coups de minuit
- Trente degrés à Londres
- Tiercé dans le massacre
- Deux manches et treize belles
- Pour qui sont ces serpents
- La Fondue vénitienne
- L'Araignée de Scamadale

Ils sont tous signés A. L. Giussani, les créatrices du personnage, et sont plus violents que les bandes dessinées.

### Série télévisée d'animation
La bande dessinée a été adaptée en une série télévisée d'animation, appelée Diabolik, sur les traces de la panthère. Elle a été diffusée sur M6 puis rediffusée sur Fox Kids. Cette mouture a été considérablement arrangée pour passer auprès d'un jeune public : Diabolik est toujours considéré comme un criminel de sang froid, mais n'ayant jamais tué qui que ce soit (bien qu'il mentionne à un moment donné qu'il en serait capable). Dans la version animée, il est toujours un cambrioleur de haut-vol mais agissant moins par désir de justice que par esprit de vengeance vis-à-vis des criminels qui l'ont trahi.

### Jeu vidéo
Un jeu vidéo, Diabolik: The Original Sin, développé par le studio italien Artematica a également été produit. À mi-chemin entre le jeu d'aventure et le jeu d'infiltration, sa sortie en France a eu lieu chez Micro Application à la rentrée 2008.

### Nouvelle série télévisée?
En 2012, Sky TV, en collaboration avec Sky France et Sky Italy, a commencé à travailler sur une version télévisée de Diabolik avec des acteurs cette fois. Une bande-annonce a été faite pour la production, mais en 2018, la production n'avait pas encore été publiée et le studio n'a pas donné d'autres informations.

### En Italie
Le personnage y connaît le succès avec des rééditions des anciens numéros et quantité d'objets dérivés, ainsi que des albums grand format d'histoires inédites. Il existe aussi un important club de fans appelé le Club Diabolik qui édite lui-même des rééditions de numéros ou des BD inédites (avec l'accord d'Astorina, l'éditeur italien).